# Poolse parlementsverkiezingen 1957

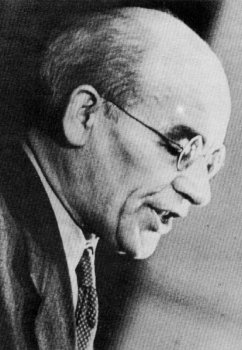
De als hervormingsgezind bekendstaande leider van de communistische partij, Władysław Gomułka.

De Poolse parlementsverkiezingen van 1957 vonden op 20 januari van dat jaar plaats.

## Achtergrond
Nadat Władysław Gomułka in 1956 de stalinist Bolesław Bierut was opgevolgd als eerste secretaris van de communistische Poolse Verenigde Arbeiderspartij (PZPR), en daarmee de machtigste man van de Volksrepubliek Polen was geworden, voerde hij belangrijke hervormingen om daarmee de bevolking tegemoet te komen. De verkiezingen van 20 januari 1957 pasten in het beeld van algemene hervormingen: voor de communistische wereld waren zij ongewoon democratisch te noemen.
Voor de 459 zetels in de Sejm (parlement) moest worden gekozen uit 723 kandidaten, die wel allen waren aangesloten bij het Front voor Nationale Eenheid (Front Jedności Narodu). Bij het Front waren drie partijen aangesloten, de communistische PZPR, de Verenigde Boerenpartij (ZSL) en de Democratische Partij (SD) en daarnaast nog een groot aantal partijloze kandidaten (waarvan de meerderheid was aangesloten bij de katholieke bewegingen Znak ("Teken") en de Vereniging PAX). 
Ondanks deze politieke pluraliteit waren alle kandidaten voorafgaande aan de verkiezingen door de kiescommissie gescreend; echte tegenstanders van de communistische partij werd een plek op de kieslijst geweigerd. Gomulka riep de bevolking op om op de eerste 459 kandidaten op de lijst van het Front voor Nationale Eenheid te stemmen. De Rooms-Katholieke Kerk in Polen werd door de regering opgeroepen om hun achterban te bewegen om bij de verkiezingen te gaan stemmen; het episcopaat onder kardinaal Stefan Wyszyński (die door toedoen van de communistische autoriteiten lange tijd gevangen had gezeten) regeerde positief op de oproep van de regering en riep de gelovigen op om te gaan stemmen.

## Uitslag
Bij een opkomst van 94,14% stemde 98,40% op de kandidaten van het Front voor Nationale Eenheid.
| Coalitie                        | Partij of groep                  | Stemmen | %       | Zetels    |
| ------------------------------- | -------------------------------- | ------- | ------- | --------- |
| Front voor Nationale Eenheid    | Poolse Verenigde Arbeiderspartij |         | 98,4%   | 241 / 459 |
| Front voor Nationale Eenheid    | Verenigde Boerenpartij           |         | 98,4%   | 118 / 459 |
| Front voor Nationale Eenheid    | Democratische Partij             |         | 98,4%   | 39 / 459  |
| Front voor Nationale Eenheid    | Znak                             |         | 98,4%   | 5 / 459   |
| Front voor Nationale Eenheid    | Onafhankelijk                    |         | 98,4%   | 56 / 459  |
| Totaal                          | Totaal                           |         | 98,4%   | 459       |
|                                 |                                  |         |         |           |
| Geldige stemmen                 |                                  |         |         |           |
| Blanco/ ongeldige stemmen       | Blanco/ ongeldige stemmen        |         | 1,6%    |           |
| Totaal uitgebrachte stemmen     | Totaal uitgebrachte stemmen      |         | 100,00% |           |
| Geregistreerde kiezers/ opkomst | Geregistreerde kiezers/ opkomst  |         | 94,14%  |           |
| Bron: W.P.                      |                                  |         |         |           |